# Nikolai Fjodorowitsch Kolin

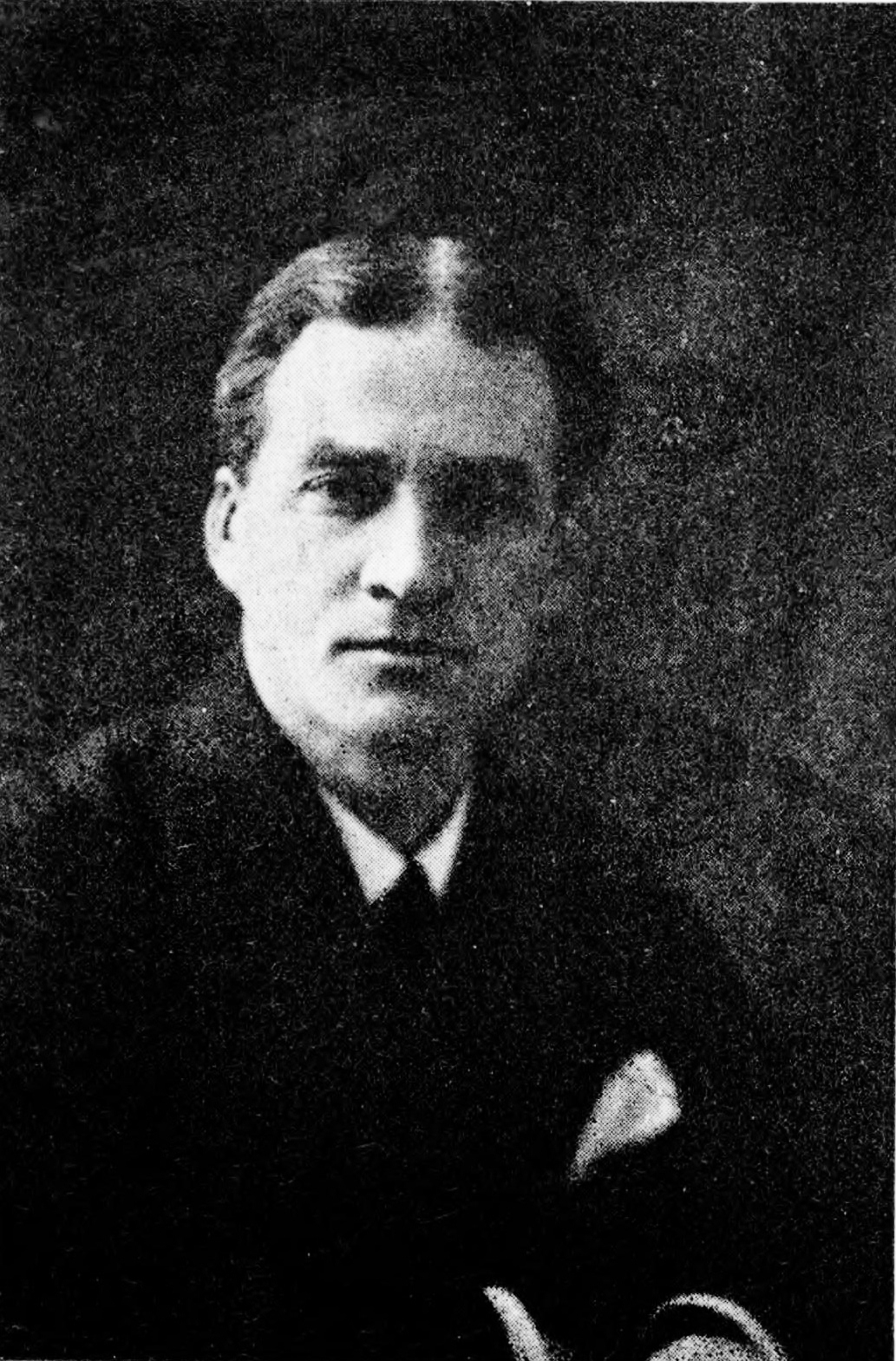
Nikolai Fjodorowitsch Kolin (1922)

Nikolai Fjodorowitsch Kolin, auch Nicolas Koline und Nicolai Kolin (russisch Николай Фёдорович Колин; * 25. Apriljul. / 7. Mai 1878greg. in Sankt Petersburg; † 3. Juni 1973 in Nyack, New York, USA) war ein russischer Schauspieler mit langjähriger Karriere beim deutschen Film.

## Leben
Nach einer Ausbildung zum Lehrer wurde er 1907 Schauspieler. Während der Zarenzeit spielte er besonders am Künstlertheater in Moskau. Nach der Oktoberrevolution 1917 emigrierte er und kam 1919 nach Westeuropa.
Er lebte und arbeitete zunächst in Frankreich. Seine erste größere Rolle erhielt er 1927 in dem Monumentalfilm Napoleon. 1928 übernahm er in Geheimnisse des Orients zum ersten Mal in einem deutschen Film eine Rolle. Kolin verkörperte hier einen Schuster, der in den Besitz einer Wunderpfeife gelangt und für einen Prinzen gehalten wird.
Ab Mitte der 1930er Jahre hielt er sich vorwiegend im nationalsozialistischen Deutschland auf und lebte in München. In seinem ersten Tonfilm Varieté spielte er sowohl in der französischen als auch in der deutschen Version einen alten Clown. Kolin, anfangs durchweg in Hauptrollen zu sehen, wurde im deutschen Film ein häufig eingesetzter Nebendarsteller, der meist liebenswürdige Herren und Vaterfiguren darstellte wie 1941 in Illusion. Auch in der Nachkriegszeit wirkte er noch in vielen deutschen Produktionen mit. Kolin stand 1944 in der Gottbegnadeten-Liste des Reichsministeriums für Volksaufklärung und Propaganda.
1955 beendete Kolin seine Karriere und entschied sich im selben Jahr zu einer Übersiedelung nach New York. Aus Cuxhaven kommend, traf er am 2. Januar 1956 mit dem Schiff ‘Italia‘ in New York ein. Inzwischen US-Staatsbürger, starb Kolin am 3. Juni 1973 in Nyack, Bundesstaat New York. Beerdigt auf dem russischen Friedhof Novo-Diveevo.

## Filmografie
- 1923: Ehegeschichten (Le Brasier ardent)
- 1923: Das geheimnisvolle Haus (La Maison du mystère)
- 1923: Die Liebe triumphiert (Le chant de l'amour triomphant)
- 1924: Verlöschende Fackel (Kean)
- 1924: Le chiffonnier de Paris
- 1924: La cible
- 1924: Karnevalsrausch (La dame masquée)
- 1925: Der galante Prinz (Le prince charmant)
- 1926: Der Kurier des Zaren (Michel Strogoff)
- 1927: Napoleon (Napoléon)
- 1928: Geheimnisse des Orients
- 1928: Hurrah! Ich lebe!
- 1930: Gaukler (Les saltimbanques)
- 1935: Varieté
- 1937: Ab Mitternacht
- 1937: Menschen ohne Vaterland
- 1937: Patrioten
- 1938: Geheimzeichen LB 17
- 1938: Nuits de princes
- 1939: Alarm auf Station III
- 1939: Die fremde Frau (1939)
- 1939: Der Gouverneur
- 1940: Feinde
- 1940: Golowin geht durch die Stadt
- 1941: Dreimal Hochzeit
- 1941: Illusion
- 1941: Komödianten
- 1942: Rembrandt
- 1942: Anschlag auf Baku
- 1943: Johann
- 1943: Münchhausen
- 1943: Tonelli
- 1943/47: Am Ende der Welt
- 1944: Orient-Express
- 1944/49: Dreimal Komödie
- 1944/49: Die Nacht der Zwölf
- 1945: Der Fall Molander (unvollendet)
- 1945: Shiva und die Galgenblume (unvollendet)
- 1948: Der Apfel ist ab
- 1948: Film ohne Titel
- 1948: Die Zeit mit Dir
- 1949: Tragödie einer Leidenschaft
- 1949: Der blaue Strohhut
- 1949: Nachtwache
- 1950: Der Mann, der sich selber sucht
- 1950: Die Treppe
- 1951: Die Frauen des Herrn S.
- 1951: Der Tiger Akbar
- 1951: Frühlingsromanze
- 1951: Die Tat des Anderen
- 1952: Gift im Zoo
- 1952: Cuba Cabana
- 1952: Lockende Sterne
- 1953: Salto Mortale
- 1954: Sauerbruch – Das war mein Leben
- 1954: Bildnis einer Unbekannten
- 1954: Der schweigende Engel
- 1954: Der letzte Sommer
- 1955: Der dunkle Stern
- 1955: Der Frontgockel